# أندريه بلوخ (ملحن)
أندريه بلوخ (بالفرنسية: André Bloch)‏ (و. 1873 – 1960 م) كان ملحن، وعالم موسيقى، ومعلم موسيقى، من فرنسا، ولد في ويسيمبورغ، توفي في باريس، عن عمر يناهز 87 عاماً.

## التعليم
تعلم في المعهد الوطني العالي للموسيقى والرقص ‏.

## جوائز
حصل على جوائز منها:
- وسام جوقة الشرف[7]
- جائزة روما.

## روابط خارجية
- أندريه بلوخ على موقع ميوزك برينز (الإنجليزية)
- أندريه بلوخ على موقع أول ميوزيك (الإنجليزية)